# Durchstich (Wasserbau)

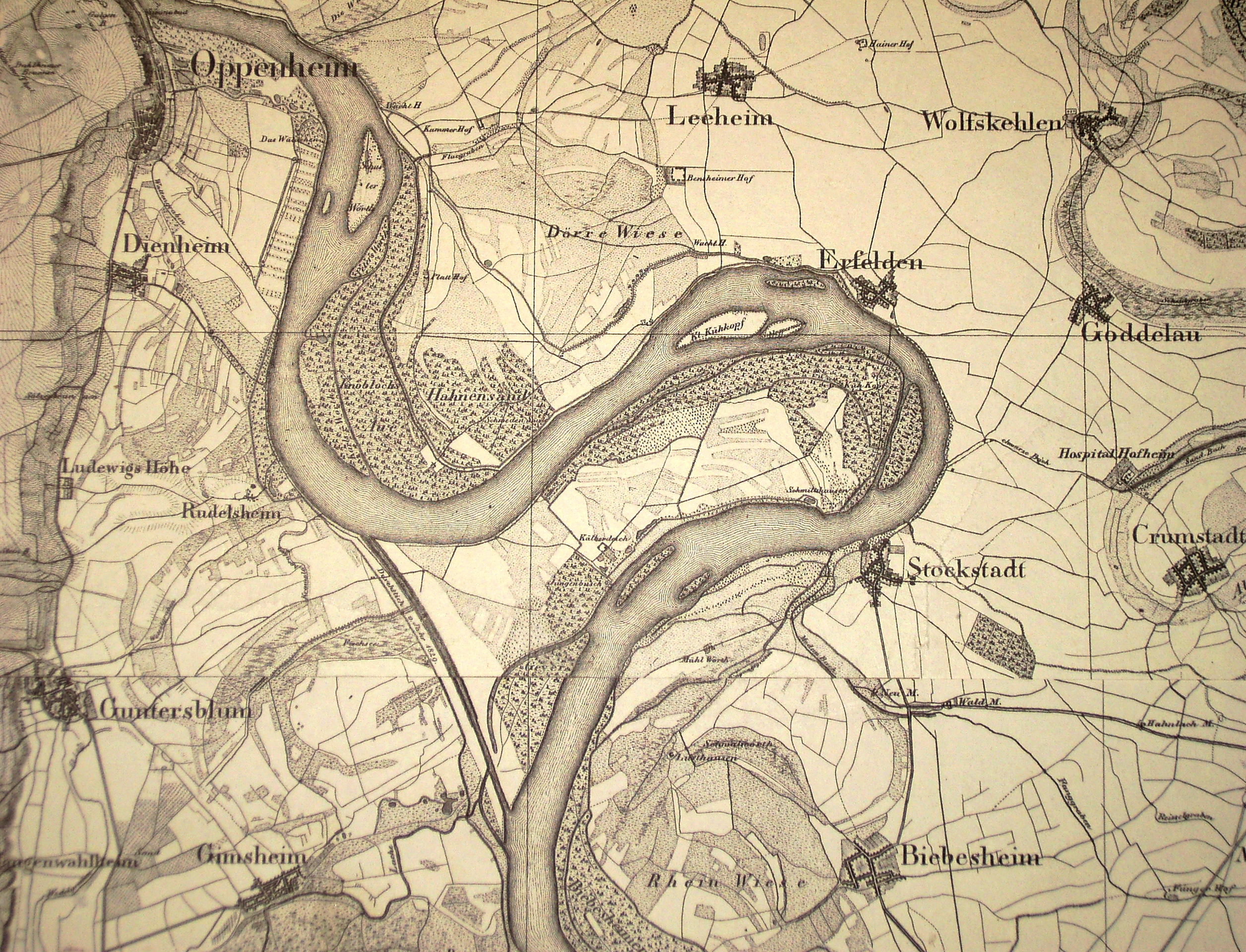
Ausschnitt einer historischen Landkarte mit dem Durchstich der Rheinschleife am Kühkopf bei der Rheinbegradigung

Ein Durchstich bezeichnet eine Technik im Strom- oder Flussbau zur Flussbegradigung eines mäanderförmigen Flusslaufes durch Abkürzen von Flusskurven. 
Je nachdem ob eine, zwei oder mehrere Flussschlingen oder Serpentinen abgeschnitten werden, spricht man vom einfachen, doppelten oder mehrfachen bzw. zusammengesetzten Durchstich. Das neue Flussbett kann als voller Querschnitt abgegraben werden und der letzte Damm durchstochen werden. Alternativ wird lediglich ein Teilquerschnitt als Leitgraben (sogenannte Künette) angelegt und durch Einleitung bzw. Umleitung des Flusses die weitere Vertiefung dem Fluss durch Abschwemmung selbst überlassen. Hierzu wird entweder zunächst ein Teil oder die komplette Wassermenge umgeleitet.
Ein natürlicher Vorgang eines Durchstiches findet sich, wenn sich zwei Flussbiegungen um einen Umlaufberg treffen. Auch hier kommt es in der Folge zur Verlandung des Altarmes. Durch die Verkürzung der Strecke erfolgt eine Zunahme des relativen Gefälles. In der Folge kommt es auch zu einer Vertiefung des Flussbettes und Absenkung des Grundwasserspiegels.
Die bekanntesten Durchstiche wurden bei der Oderbegradigung von 1736 bis 1788 unter Friedrich dem Großen (der Oderkanal war mit ca. 21 km Länge für lange Zeit der größte Flussdurchstich der Welt) und bei der Rheinbegradigung von 1817 bis 1876 vom badischen Ingenieur Johann Gottfried Tulla und seinen Nachfolgern durchgeführt. Weitere Beispiele sind der Donaudurchstich bei Wien (vollendet 1875), und der Elbdurchstich bei Hamburg, bei dem 1879 die Insel Kaltehofe entstand. Einen weiteren eindrucksvollen Durchstich findet man in Südhessen beim Kühkopf (Rhein).